# Малый Шантар
Малый Шантар — третий по величине остров Шантарского архипелага. Расположен в 8 км от южной оконечности Большого Шантара. Простирается с севера на юг и имеет форму рыбы. Площадь составляет около 100 км², протяжённость — 19 км, а ширина меняется от 1,5 до 6 км. От материка отделён проливом Линдгольма, от соседнего Беличьего острова — проливом Опасным. Самая северная точка острова — мыс Успения, самая южная и восточная —мыс Гайковского, самая западная — мыс Юго-Западный . Большая часть острова покрыта тайгой.
Вместе с другими островами архипелага входит в Государственный природный заказник федерального значения «Шантарские острова».
В 2013 году постановлением Правительства России образован Национальный парк «Шантарские острова», в состав которого вошёл и Малый Шантар.